# Ругвица
Ругвица (хорв. Rugvica) — община в Хорватии, входит в Загребскую жупанию. Община включает 23 населённых пункта. По данным 2001 года, в ней проживало 7608 человек. Общая площадь общины составляет 93,7 км².